# Oberea davaoensis
Oberea davaoensis là một loài bọ cánh cứng trong họ Cerambycidae.